# Estación de Catania Central
La Estación de Catania Central (en italiano: Stazione di Catalia Centrale) es la principal estación ferroviaria de la ciudad de Catania, y una de estaciones más importantes de Sicilia.

## Historia
Aunque el edificio de la estación fue inaugurado el 24 de junio de 1866, comenzó a prestar servicio el 3 de enero de 1867 con el inicio de las operaciones ferroviarias en el tramo Giardini - Catania, de la línea Messina - Catania, que posteriormente sería ampliada a Siracusa. Un siglo más tarde, la estación sería sometida a una profunda reforma, que incluyó la electrificación de las vías y un redimensionamiento de los andenes. En 2017 se inauguró el desdoblamiento entre Catania Central y Catania  Ognina, dentro del proyecto denominado Passante ferroviario di Catania, que pretende remodelar la línea Messina - Siracusa en el entorno de la ciudad de Catania mediante la duplicación de la vía, el soterramiento de determinados tramos de la línea y la construcción de nuevas estaciones para prestar un servicio suburbano en la conurbación catanesa, la sexta mayor de Italia.
La estación se encuentra gestionada por RFI.
Destaca por tener una de las principales bases de mantenimiento de la infraestructura de Sicilia, desde donde RFI expide trenes de obra hacia buena parte de las líneas de la isla. El equipo de vagonetas tiene en cambio la base en la estación colateral de Catania-Acquicella. 

## Servicios
Cuenta con expediciones frecuentes de trenes de corte regional (Regionale o Regio Veloce en función del número de paradas intermedias en el trayecto) que posibilitan itinerarios hacia otras ciudades de Sicilia como Palermo, Mesina o Siracusa. Recientemente, y en consonancia con  el avance de las obras del Passante ferroviario di Catania, se ha establecido un nuevo servicio urbano entre Taormina y Bicocca, dotando a este tramo de mayor frecuencia de trenes, que se presta sin una denominación comercial específica (designados como Regionale).
En el plano de trenes de larga distancia, está servida por trenes Intercity e Intercity Notte (diurnos y nocturnos respectivamente) que tras un trayecto en ferry para cruzar el estrecho de Mesina, permiten alcanzar la península itálica y establecer relaciones directas con Nápoles, Roma o Milán.
Comparte conexiones con el Metro de Catania, con una parada en el exterior de la estación, en la Piazza Papa Giovanni XXIII.